# Black † White
「Black † White」（ブラック・ホワイト）は、野水いおりの3枚目のシングル。2013年1月30日にFlyingDogから発売された。

## 概要
前作「*** パショナート」から9ヶ月ぶりのリリースとなるシングル。表題曲「Black † White」は、テレビアニメ『問題児たちが異世界から来るそうですよ?』のオープニングテーマに起用された。販売形態は初回限定盤と通常盤の2種リリースで、前者には表題曲のPVを収めたDVDが同梱されている。
PVではタイトル通り白と黒の衣装を着ており、羽をあしらった睫毛を付けている。また、指でギフトの形を作る振り付けは野水自身が考案。
佐土原かおりの2ndシングル「To Be Continued?」とは同日発売で、本作と佐土原のシングル発売を記念したイベントが予定されている。

## 収録曲
1. Black † White [4:33]
作詞・作曲：manzo、編曲：CHOKKAKU
テレビアニメ『問題児たちが異世界から来るそうですよ?』オープニングテーマ
原作とリンクした「キャッチーでかっこいい曲」で、主人公の十六夜の挑発的なイメージが反映されている。野水が歌っていることから黒ウサギの曲と誤解されかねないが、黒ウサギを歌った箇所は「のるかそるか」、「Black Or White」などの一部に留まっており、曲の大半は問題児を歌っている。なおレコーディングでは中二病にカッコよさを掛け合わせて歌ったという[1]。
2. サイレン [5:04]
作詞：野水いおり、作曲：流歌、編曲：R・O・N
恋心をテーマとしたミディアム調の曲で、タイトルにもドキドキ感や相手が接近することに対しての警報の意が込められている。前作のカップリング「Signalize」では自分へのメッセージのような歌だったが、今作ではディレクターのアドバイスによりこのようなテーマになっている[1]。
3. Black † White（without Iori）
4. サイレン（without Iori）

DVD（初回限定盤のみ）
1. Black † White（Music Clip）